# Saint-Germain-de-Clairefeuille
Saint-Germain-de-Clairefeuille là một xã trong tỉnh Orne, vùng Normandie tây bắc nước Pháp. Xã Saint-Germain-de-Clairefeuille nằm ở khu vực có độ cao trung bình 210 mét trên mực nước biển.